# Hochschulen in Sachsen-Anhalt
Im Bundesland Sachsen-Anhalt gibt es 2023 zwei Universitäten, fünf Fachhochschulen, eine Kunst-, eine Musik-, eine Kirchliche und zwei private Hochschulen.

## Übersicht
Universitäten
| Logo | Name                                       | Träger    | Erstgründung | Gründung | Fakultäten/ Fachbereiche | Studenten | Stand      |
| ---- | ------------------------------------------ | --------- | ------------ | -------- | ------------------------ | --------- | ---------- |
|      | Martin-Luther-Universität Halle-Wittenberg | staatlich | 1502/1694    | 1817     | 10                       | 19.943    | WS 2023/24 |
|      | Otto-von-Guericke-Universität Magdeburg    | staatlich | 1953         | 1993     | 9                        | 13.143    | WS 2021/22 |

Fachhochschulen
| Logo | Name                                  | Träger    | Erstgründung | Gründung | Fakultäten/ Fachbereiche | Studenten | Stand      |
| ---- | ------------------------------------- | --------- | ------------ | -------- | ------------------------ | --------- | ---------- |
|      | Hochschule Anhalt                     | staatlich | 1991         |          | 7                        | 7.099     | WS 2023/24 |
|      | Hochschule Harz                       | staatlich | 1991         |          | 3                        | 2.729     | SS 2023    |
|      | Hochschule Magdeburg-Stendal          | staatlich | 1991         |          | 7                        | 5.500     | WS 2021/22 |
|      | Hochschule Merseburg                  | staatlich | 1992         |          | 4                        | 3026      | WS 2023/24 |
|      | Fachhochschule Polizei Sachsen-Anhalt | staatlich | 1997         |          | 4                        | 745       | WS 2018/19 |

Kunst-, Musik- und Kirchliche Hochschulen
| Logo | Name                                           | Träger    | Erstgründung | Gründung | Fakultäten/ Fachbereiche | Studenten | Stand   |
| ---- | ---------------------------------------------- | --------- | ------------ | -------- | ------------------------ | --------- | ------- |
|      | Burg Giebichenstein Kunsthochschule Halle      | staatlich | 1879         |          | 2                        | 1.109     | SS 2023 |
|      | Evangelische Hochschule für Kirchenmusik Halle | kirchlich | 1926         |          | 6                        | 55        | SS 2023 |
|      | Theologische Hochschule Friedensau             | kirchlich | 1899         |          | 2                        | 226       | SS 2023 |

Private Hochschulen
| Logo | Name                                        | Träger                                           | Erstgründung | Gründung | Fakultäten/ Fachbereiche | Studenten | Stand   |
| ---- | ------------------------------------------- | ------------------------------------------------ | ------------ | -------- | ------------------------ | --------- | ------- |
|      | Otto-von-Guericke Business School Magdeburg | Otto-von-Guericke Business School Magdeburg GmbH | 2002         |          |                          |           |         |
|      | Steinbeis Hochschule                        | privat                                           | 1998         |          |                          | 4.735     | SS 2023 |